# مایک هانکه
مایک هانکه (متولد ۵ نوامبر ۱۹۸۳ در هام) فوتبالیست آلمانی است که به عنوان مهاجم در بروسیا مونشن‌گلادباخ آلمان بازی می‌کرد.

## افتخارات
شالکه ۰۴
- جام حذفی فوتبال آلمان (۱): ۰۲-۲۰۰۱
- جام اینترتوتو (۲): ٬۲۰۰۳ ۲۰۰۴

### بین‌المللی
آلمان
- جام کنفدراسیون‌ها (۱): ۲۰۰۵ (سوم)
- جام جهانی فوتبال (۱): ۲۰۰۶ (سوم)